# Lijst van voetbalinterlands Mongolië - Myanmar
Deze lijst van voetbalinterlands is een overzicht van alle officiële voetbalwedstrijden tussen de nationale teams van Mongolië en Myanmar. De landen hebben tot op heden vijf keer tegen elkaar gespeeld. De eerste ontmoeting, een kwalificatiewedstrijd voor de Azië Cup 2000, werd gespeeld in Seoel (Zuid-Korea) op 5 april 2000. De laatste confrontatie, een kwalificatiewedstrijd voor het Wereldkampioenschap voetbal 2022, vond plaats op 19 november 2019 in Mandalay.

## Wedstrijden
| № | Plaats      | Datum            | Competitie                 | Wedstrijd          | Uitslag |
| - | ----------- | ---------------- | -------------------------- | ------------------ | ------- |
| 1 | Seoel       | 5 april 2000     | Azië Cup 2000 kwalificatie | Myanmar − Mongolië | 2 − 0   |
| 2 | Ulaanbaatar | 29 juni 2011     | WK 2014 kwalificatie       | Mongolië − Myanmar | 1 − 0   |
| 3 | Yangon      | 2 juli 2011      | WK 2014 kwalificatie       | Myanmar − Mongolië | 2 − 0   |
| 4 | Ulaanbaatar | 5 september 2019 | WK 2022 kwalificatie       | Mongolië − Myanmar | 1 − 0   |
| 5 | Mandalay    | 19 november 2019 | WK 2022 kwalificatie       | Myanmar − Mongolië | 1 − 0   |

## Samenvatting
| Competitie            | Totaal gespeeld | Winst Mongolië | Gelijk | Winst Myanmar | Doelsaldo Mongolië – Myanmar |
| --------------------- | --------------- | -------------- | ------ | ------------- | ---------------------------- |
| WK-kwalificatie       | 4               | 2              | 0      | 2             | 2 − 3                        |
| Azië Cup-kwalificatie | 1               | 0              | 0      | 1             | 0 − 2                        |
| Totaal                | 5               | 2              | 0      | 3             | 2 − 5                        |

MFF · Mongolisch vrouwenelftal
Interlands
Tegenstander:
Afghanistan ·
Azerbeidzjan ·
Bangladesh ·
Bhutan ·
Brunei ·
Cambodja ·
Filipijnen ·
Georgië ·
Guam ·
Hongkong ·
India ·
Japan ·
Jemen ·
Kirgizië ·
Koeweit ·
Laos ·
Libanon ·
Macau ·
Malediven ·
Maleisië ·
Mauritius ·
Myanmar ·
Noord-Korea ·
Oezbekistan ·
Oost-Timor ·
Palestina ·
Saoedi-Arabië ·
Singapore ·
Sri Lanka ·
Tadzjikistan ·
Taiwan ·
Tanzania ·
Vanuatu ·
Vietnam ·
Zuid-Korea
MFF · 
A-internationals · 
Myanmarees vrouwenelftal
1951 – 1959 · 
1960 – 1969 · 
1970 – 1979 · 
1980 – 1989 · 
1990 – 1999 · 
2000 – 2009 · 
2010 – 2019 ·
2020 − 2029
Bahrein ·
Bangladesh ·
Bolivia ·
Brunei ·
Burundi ·
Cambodja ·
China ·
DDR ·
Filipijnen ·
Guam ·
Hongkong ·
India ·
Indonesië ·
Irak ·
Iran ·
Israël ·
Japan ·
Kirgizië ·
Koeweit ·
Laos ·
Lesotho ·
Libanon ·
Libië ·
Luxemburg ·
Macau ·
Malediven ·
Maleisië ·
Marokko ·
Mongolië ·
Nepal ·
Nieuw-Zeeland ·
Noord-Korea ·
Oman ·
Oost-Timor ·
Pakistan ·
Palestina ·
Qatar ·
Singapore ·
Sri Lanka ·
Syrië ·
Tadzjikistan ·
Taiwan ·
Thailand ·
Turkmenistan ·
Verenigde Arabische Emiraten ·
Vietnam ·
Zuid-Korea ·
Zuid-Vietnam